# Натан, Рина
Рина Натан (ивр. רינה נתן‎; англ. Rina Natan; 8 сентября 1923 года; Зиген, Германия — 13 августа 1979) — израильтянка, первая транс-женщина в Израиле.

## Биография
Натан родилась 8 сентября 1923 года в немецком городе Зиген в богатой еврейской семье. Натан при рождении была записана мальчиком по имени Гершон. В детстве она преуспела в музыке и искусстве. С детства она носила женскую одежду. Во время Второй мировой войны она некоторое время пребывала во Франции, где изучала сельское хозяйство. Она переехала в Палестину в 1946 году. В Палестине она жила в кибуцах Мааган-Михаэль, Ашдот Яаков и Наан. Во время арабо-израильской войны 1948 года она служила в армии в качестве фельдшера, но после возвращения из армии долго не могла найти работу и поэтому вернулась в армию.
В начале 1953 года её имя попало в заголовки газет, после того, как она была арестована полицией по подозрению в том, что она носила женскую одежду для преступных целей. Натан объяснила сотрудникам полиции, как сообщает газета Haaretz: «Я женщина в душе и в своих эмоциях, и только по физиологической ошибке я родился мужчиной». В последующие годы она вернулась в заголовки новостей из-за очередного ареста полицией, из-за голодовки, которую она объявила, пытаясь получить разрешение на операцию по коррекции пола.
Первоначально Натан утверждала, что она родилась с мужскими и женскими половыми органами, то есть интерсексом. Операции на интерсексах в Израиле в то время уже проводились. Осенью 1954 года Натан была проверена комитетом врачей, который сказал, что она не интерсекс.
В своих попытках получить разрешение на операцию по коррекции пола, она начала наносить себе повреждения. Врачебный комитет от имени министерства здравоохранения рекомендовал выполнить её просьбу и разрешить ей операцию. Но юридический советник правительства Израиля, Хаим Коэн отказался от этой рекомендации к концу 1954 года. Она продолжила свою борьбу за право сделать операцию и 25 мая 1956 года её доставили в больницу, истекающую кровью и корчащуюся от боли, из-за того, что она отрезала свой пенис. Газета «Херут» сообщила, что она улыбнулась испуганным врачам и сказала:
На этот раз ничего не поможет, и вам придется сделать мне операцию, убрать лишние органы и сделать из меня женщину.
Учитывая опасность для её жизни, врачи провели операцию, и Натан стала первой транс-женщиной в Израиле, перенесшей операцию по смене пола по собственному желанию. После операции Натан получила новое удостоверение личности, в котором её имя было изменено на Рину, а пол был изменён на женский, хотя в паспорте пол оставался мужским. В ноябре 1958 года она покинула Израиль и переехала в Цюрих в Швейцарию.